# Élections municipales de 1935 dans la Somme
Les élections municipales ont eu lieu les 5 et 12 mai 1935 dans la Somme.

## Maires sortants et maires élus
Les maires élus à la suite des élections municipales dans les communes de plus de 2 000 habitants :
| Commune                | Population | Maire sortant        | Parti | Parti   | Maire élu            | Parti | Parti   |
| ---------------------- | ---------- | -------------------- | ----- | ------- | -------------------- | ----- | ------- |
| Abbeville              | 19 335     | Paul Delique         |       | PRRRS   | Paul Delique         |       | PRRRS   |
| Ailly-sur-Somme        | 2 145      | Émile Delacroix      |       | PRRRS   | Émile Delacroix      |       | PRRRS   |
| Albert                 | 8 309      | Sainte-Marie Verrier |       | PRRRS   | Sainte-Marie Verrier |       | PRRRS   |
| Amiens                 | 90 211     | Lucien Lecointe      |       | PSF     | Lucien Lecointe      |       | PSF     |
| Beauval                | 2 285      | Gustave Jovelet      |       | AD      | Gustave Jovelet      |       | AD      |
| Cayeux-sur-Mer         | 3 163      | Anatole Mopin        |       | PRRRS   | Anatole Mopin        |       | PRRRS   |
| Corbie                 | 4 825      | Amédée Rondeau       |       | AD      | Léon Lemaire         |       | PC-SFIC |
| Le Crotoy              | 2 547      | Jules Noiret         |       | AD      | Jules Noiret         |       | AD      |
| Doullens               | 5 705      | Henri Margry         |       | PRRRS   | Henri Margry         |       | PRRRS   |
| Flixecourt             | 2 950      | Étienne Dubourguier  |       | PRRRS   | Étienne Dubourguier  |       | PRRRS   |
| Friville-Escarbotin    | 3 455      | Léon Philippe        |       | SFIO    | Victor Flamant       |       | PC-SFIC |
| Gamaches               | 2 829      | Raymond Monflier     |       | AD      | Achille Baillet      |       | PRRRS   |
| Ham                    | 2 787      | Léon Champagne       |       | AD      | Léon Champagne       |       | AD      |
| Longueau               | 3 835      | Louis Prot           |       | PC-SFIC | Louis Prot           |       | PC-SFIC |
| Mers-les-Bains         | 2 954      | Alexandre Arnoult    |       | FR      | Cléophas Marcassin   |       | SFIO    |
| Montdidier             | 4 305      | Louis Lematte        |       | PRRRS   | Louis Lematte        |       | PRRRS   |
| Moreuil                | 2 835      | Marcel Ferbus        |       | PSdF    | Marcel Ferbus        |       | PSdF    |
| Nesle                  | 2 322      | Raoul Carlier        |       | PRRRS   | Raoul Carlier        |       | PRRRS   |
| Péronne                | 4 289      | Louis Daudré         |       | AD      | Louis Daudré         |       | AD      |
| Rosières-en-Santerre   | 2 275      | Albert Chantrel *    |       | RI      | Oscard Gauin         |       | RI      |
| Roye                   | 5 352      | Léon Daudré          |       | PRRRS   | Paul Mercusot        |       | PRRRS   |
| Rue                    | 2 726      | Ernest Dumont        |       | FR      | Ernest Dumont        |       | FR      |
| Saint-Ouen             | 2 522      | Léon Bacquet         |       | SFIO    | Léon Bacquet         |       | SFIO    |
| Saint-Valery-sur-Somme | 2 982      | Alphonse Pierru      |       | AD      | Alphonse Pierru      |       | AD      |
| Villers-Bretonneux     | 3 631      | Jules Vendeville     |       | PRRRS   | Jules Vendeville     |       | PRRRS   |
| * Ne se représente pas |            |                      |       |         |                      |       |         |

### Résultats en nombre de mairies
| Partis              | Partis                                          | Maires sortants | Maires élus | Évolution     |
| ------------------- | ----------------------------------------------- | --------------- | ----------- | ------------- |
|                     | Parti républicain radical et radical-socialiste | 10              | 11          | 1             |
|                     | Parti socialiste français                       | 1               | 1           | en stagnation |
|                     | Parti socialiste de France-Union Jean Jaurès    | 1               | 1           | en stagnation |
| Total centre-gauche | Total centre-gauche                             | 12              | 13          | 1             |
|                     | Alliance démocratique                           | 7               | 5           | 2             |
|                     | Fédération républicaine                         | 2               | 1           | 1             |
|                     | Radicaux indépendants                           | 1               | 1           | en stagnation |
| Total droite        | Total droite                                    | 10              | 7           | 3             |
|                     | Parti communiste (SFIC)                         | 1               | 3           | 2             |
|                     | Section française de l'Internationale ouvrière  | 2               | 2           | en stagnation |
| Total gauche        | Total gauche                                    | 3               | 5           | 2             |
| Total               | Total                                           | 25              | 25          |               |

## Résultats
L'élection des conseillers municipaux étant au scrutin majoritaire plurinominal sous la IIIe République, les résultats indiqués ci-dessous représentent le nombre moyen de voix par liste.

### Abbeville
Maire sortant : Paul Delique (PRRRS) depuis 1925.
27 sièges à pourvoir
| Tête de liste                                        | Tête de liste   | Liste          | Premier tour | Premier tour | Sièges |  |
| Tête de liste                                        | Tête de liste   | Liste          | Voix         | %            | CM     |  |
| ---------------------------------------------------- | --------------- | -------------- | ------------ | ------------ | ------ |  |
|                                                      | Paul Delique*   | PRRRS          | 2 527        | 59,14        | 27     |  |
| Liste républicaine d'entente démocratique et sociale |                 |                | 2 527        | 59,14        | 27     |  |
|                                                      |                 | Croix-de-Feu   | ?            | ?            | 0      |  |
| Liste d'opposition                                   |                 |                | ?            | ?            | 0      |  |
|                                                      | Fernand Auguste | SFIO           | ?            | ?            | 0      |  |
| Liste Socialiste                                     |                 |                | ?            | ?            | 0      |  |
|                                                      |                 |                |              |              |        |  |
| Inscrits                                             | Inscrits        | Inscrits       | 5 113        | 100,00       |        |  |
| Abstentions                                          | Abstentions     | Abstentions    | 753          | 14,73        |        |  |
| Votants                                              | Votants         | Votants        | 4 360        | 85,27        |        |  |
| Blancs et nuls                                       | Blancs et nuls  | Blancs et nuls | 87           | 2,00         |        |  |
| Exprimés                                             | Exprimés        | Exprimés       | 4 273        | 98,00        |        |  |
| * Maire sortant                                      |                 |                |              |              |        |  |

Maire élu : Paul Delique (PRRRS)

### Albert
Maire sortant : Sainte-Marie Verrier (PRRRS) depuis 1930.
23 sièges à pourvoir
| Tête de liste                                                | Tête de liste         | Liste          | Premier tour | Premier tour | Premier tour | Second tour | Second tour | Second tour | Sièges |  |
| Tête de liste                                                | Tête de liste         | Liste          | Voix         | %            | Élus         | Voix        | %           | Élus        | CM     |  |
| ------------------------------------------------------------ | --------------------- | -------------- | ------------ | ------------ | ------------ | ----------- | ----------- | ----------- | ------ |  |
|                                                              | M. Meyer              | SFIO           | 703          | 34,87        | 0            |             |             | 2           | 2      |  |
| Liste Socialiste                                             |                       |                | 703          | 34,87        | 0            |             |             | 2           | 2      |  |
|                                                              | Jean Coisne           | PRRRS          | 640          | 31,75        | 0            | 1 083       |             | 21          | 21     |  |
| Liste d'action républicaine et radicale-socialiste ¹         |                       |                | 640          | 31,75        | 0            | 1 083       |             | 21          | 21     |  |
|                                                              | Sainte-Marie Verrier* | PRRRS          | 485          | 24,06        | 0            | 1 083       |             | 21          | 21     |  |
| Liste municipale d'entente républicaine et d'intérêt local ¹ |                       |                | 485          | 24,06        | 0            | 1 083       |             | 21          | 21     |  |
|                                                              |                       | PC-SFIC        | 340          | 16,87        | 0            |             |             |             |        |  |
| Liste du Parti communiste                                    |                       |                | 340          | 16,87        | 0            |             |             |             |        |  |
|                                                              |                       |                |              |              |              |             |             |             |        |  |
| Inscrits                                                     | Inscrits              | Inscrits       | 2 481        | 100,00       |              | 2 481       | 100,00      |             |        |  |
| Abstentions                                                  | Abstentions           | Abstentions    | 385          | 15,52        |              |             |             |             |        |  |
| Votants                                                      | Votants               | Votants        | 2 096        |              |              |             |             |             |        |  |
| Blancs et nuls                                               | Blancs et nuls        | Blancs et nuls | 80           | 3,82         |              |             |             |             |        |  |
| Exprimés                                                     | Exprimés              | Exprimés       | 2 016        | 96,18        |              |             |             |             |        |  |
| * Maire sortant                                              |                       |                |              |              |              |             |             |             |        |  |

¹ Les listes Coisne et Verrier fusionnent entre les deux tours pour former la liste Radicale-socialiste et d'entente républicaine.
Maire élu : Sainte-Marie Verrier (PRRRS)

### Amiens
Maire sortant : Lucien Lecointe (PSF) depuis 1925.
36 sièges à pourvoir
| Tête de liste                                   | Tête de liste    | Liste          | Premier tour | Premier tour | Premier tour | Second tour | Second tour | Second tour | Sièges |  |
| Tête de liste                                   | Tête de liste    | Liste          | Voix         | %            | Élus         | Voix        | %           | Élus        | CM     |  |
| ----------------------------------------------- | ---------------- | -------------- | ------------ | ------------ | ------------ | ----------- | ----------- | ----------- | ------ |  |
|                                                 | Lucien Lecointe* | PSF - PRRRS    | 6 947        | 39,22        | 0            | 9 161       |             | 36          | 36     |  |
| Liste de la Fédération des groupes républicains |                  |                | 6 947        | 39,22        | 0            | 9 161       |             | 36          | 36     |  |
|                                                 | Henry Leroy      | AD - RI        | 4 388        | 22,26        | 0            | 6 061       |             | 0           | 0      |  |
| Liste indépendante d'union municipale           |                  |                | 4 388        | 22,26        | 0            | 6 061       |             | 0           | 0      |  |
|                                                 | Jean Catelas     | PC-SFIC        | 2 640        | 13,39        | 0            | 5 124       |             | 0           | 0      |  |
| Liste du Parti communiste                       |                  |                | 2 640        | 13,39        | 0            | 5 124       |             | 0           | 0      |  |
|                                                 | Alexis Mailly    | SFIO           | 2 442        | 12,39        | 0            | 5 124       |             | 0           | 0      |  |
| Liste du parti S.F.I.O.                         |                  |                | 2 442        | 12,39        | 0            | 5 124       |             | 0           | 0      |  |
|                                                 | Max Poissonnier  | Indépendants   | 1 336        | 6,78         | 0            |             |             |             |        |  |
| Liste d'intérêts municipaux                     |                  |                | 1 336        | 6,78         | 0            |             |             |             |        |  |
|                                                 | Louis Lebel      | PSdF           | 1 289        | 6,54         | 0            |             |             |             |        |  |
| Liste du Parti socialiste de france             |                  |                | 1 289        | 6,54         | 0            |             |             |             |        |  |
|                                                 |                  |                |              |              |              |             |             |             |        |  |
| Inscrits                                        | Inscrits         | Inscrits       | 25 322       | 100,00       |              | 25 322      | 100,00      |             |        |  |
| Abstentions                                     | Abstentions      | Abstentions    | 5 014        | 19,80        | 5 057        | 19,97       |             |             |        |  |
| Votants                                         | Votants          | Votants        | 20 308       | 80,2         | 20 265       | 80,03       |             |             |        |  |
| Blancs et nuls                                  | Blancs et nuls   | Blancs et nuls | 594          | 2,92         |              |             |             |             |        |  |
| Exprimés                                        | Exprimés         | Exprimés       | 19 714       | 97,08        |              |             |             |             |        |  |
| * Maire sortant                                 |                  |                |              |              |              |             |             |             |        |  |

Maire élu : Lucien Lecointe (PSF)

### Cayeux-sur-Mer
Maire Sortant : Anatole Mopin (PRRRS) depuis 1908.
23 sièges à pourvoir
| Tête de liste                              | Tête de liste  | Liste        | Premier tour | Second tour | Sièges |
| Tête de liste                              | Tête de liste  | Liste        | Élus         | Élus        | CM     |
| ------------------------------------------ | -------------- | ------------ | ------------ | ----------- | ------ |
|                                            | Anatole Mopin* | PRRRS        | 8            | 8           | 16     |
| Liste républicaine des intérêts municipaux |                |              | 8            | 8           | 16     |
|                                            | Albert Gaffet  | Indépendants | 0            | 7           | 7      |
| Liste indépendante                         |                |              | 0            | 7           | 7      |
|                                            |                |              |              |             |        |
| * Maire sortant                            |                |              |              |             |        |

Maire élu : Anatole Mopin (PRRRS)

### Corbie
Maire sortant : Amédée Rondeau (AD) depuis 1934, ne se représente pas.
23 sièges à pourvoir
| Tête de liste                                                        | Tête de liste  | Liste           | Premier tour | Second tour | Sièges |
| Tête de liste                                                        | Tête de liste  | Liste           | Élus         | Élus        | CM     |
| -------------------------------------------------------------------- | -------------- | --------------- | ------------ | ----------- | ------ |
|                                                                      | Léon Lemaire   | PC-SFIC - SFIO  | 1            | 12          | 13     |
| Liste de concentration républicaine, de défense ouvrière et paysanne |                |                 | 1            | 12          | 13     |
|                                                                      | Lucien Sellier | PRRRS - AD - RI | 0            | 10          | 10     |
| Liste municipale d'entente républicaine                              |                |                 | 0            | 10          | 10     |
|                                                                      |                |                 |              |             |        |
| * Maire sortant                                                      |                |                 |              |             |        |

Maire élu : Léon Lemaire (PC-SFIC)

### Doullens
Maire sortant : Henri Margry (PRRRS) depuis 1934 (il avait occupé la fonction entre 1923 et 1929).
23 sièges à pourvoir
| Tête de liste                                   | Tête de liste   | Liste          | Premier tour | Premier tour | Premier tour | Second tour | Second tour | Second tour | Sièges |
| Tête de liste                                   | Tête de liste   | Liste          | Voix         | %            | Élus         | Voix        | %           | Élus        | CM     |
| ----------------------------------------------- | --------------- | -------------- | ------------ | ------------ | ------------ | ----------- | ----------- | ----------- | ------ |
|                                                 | Henri Margry*   | PRRRS          | 683          | 54,82        | 16           | 491         | 41,30       | 0           | 16     |
| Liste de défense des intérêts communaux         |                 |                | 683          | 54,82        | 16           | 491         | 41,30       | 0           | 16     |
|                                                 | Étienne Dusevel | PRRRS          | 529          | 42,46        | 0            | 594         | 49,96       | 7           | 7      |
| Liste d'Union municipale et d'action économique |                 |                | 529          | 42,46        | 0            | 594         | 49,96       | 7           | 7      |
|                                                 |                 |                |              |              |              |             |             |             |        |
| Inscrits                                        | Inscrits        | Inscrits       | 1 443        | 100,00       |              | 1 443       | 100,00      |             |        |
| Abstentions                                     | Abstentions     | Abstentions    | 168          | 11,64        | 237          | 16,42       |             |             |        |
| Votants                                         | Votants         | Votants        | 1 275        | 88,36        | 1 206        | 83,58       |             |             |        |
| Blancs et nuls                                  | Blancs et nuls  | Blancs et nuls | 29           | 2,27         | 17           | 1,41        |             |             |        |
| Exprimés                                        | Exprimés        | Exprimés       | 1 246        | 97,73        | 1 189        | 98,59       |             |             |        |
| * Maire sortant                                 |                 |                |              |              |              |             |             |             |        |

Maire élu : Henri Margry (PRRRS)

### Friville-Escarbotin
Maire Sortant : Léon Philippe (SFIO) depuis 1934.
21 sièges à pourvoir
| Tête de liste               | Tête de liste   | Liste      | Premier tour | Premier tour | Second tour | Sièges |  |
| Tête de liste               | Tête de liste   | Liste      | Voix         | Élus         | Élus        | CM     |  |
| --------------------------- | --------------- | ---------- | ------------ | ------------ | ----------- | ------ |  |
|                             | Paul Hannebelle | AD - PRRRS | 398          | 3            | 6           | 9      |  |
| Liste d'Union républicaine  |                 |            | 398          | 3            | 6           | 9      |  |
|                             | Victor Flamant  | PC-SFIC    | 275          | 0            | 12          | 12     |  |
| Liste du Parti communiste ¹ |                 |            | 275          | 0            | 12          | 12     |  |
|                             | Léon Philippe * | SFIO       | 200          | 0            | 12          | 12     |  |
| Liste Socialiste ¹          |                 |            | 200          | 0            | 12          | 12     |  |
|                             |                 |            |              |              |             |        |  |
| * Maire sortant             |                 |            |              |              |             |        |  |

Maire élu : Victor Flamant (PC-SFIC)

### Longueau
Maire Sortant : Louis Prot (PC-SFIC) depuis 1925.
23 sièges à pourvoir
|                            | Louis Prot * | PC-SFIC | 700 | 23 |  |  |  |
| Liste du Parti communiste' |              |         | 700 | 23 |  |  |  |
|                            |              |         |     |    |  |  |  |
| * Maire sortant            |              |         |     |    |  |  |  |

Maire élu : Louis Prot (PC-SFIC)

### Montdidier
Maire sortant : Louis Lematte (PRRRS) depuis 1925.
23 sièges à pourvoir
| Tête de liste                         | Tête de liste    | Liste            | Premier tour | Premier tour | Premier tour | Second tour | Second tour | Second tour | Sièges |
| Tête de liste                         | Tête de liste    | Liste            | Voix         | %            | Élus         | Voix        | %           | Élus        | CM     |
| ------------------------------------- | ---------------- | ---------------- | ------------ | ------------ | ------------ | ----------- | ----------- | ----------- | ------ |
|                                       | Louis Lematte*   | PRRRS            | 477          | 47,46        | 6            | 429         |             | 13          | 19     |
| Liste d'Union démocratique et sociale |                  |                  | 477          | 47,46        | 6            | 429         |             | 13          | 19     |
|                                       | Etienne Gaspard  | SFIO             | 320          | 31,84        | 1            | 289         |             | 2           | 3      |
| Liste d'Union ouvrière                |                  |                  | 320          | 31,84        | 1            | 289         |             | 2           | 3      |
|                                       | Candidats isolés | Candidats isolés | 242          | 24,08        | 0            | 236         |             | 1           | 1      |
|                                       |                  |                  |              |              |              |             |             |             |        |
| Inscrits                              | Inscrits         | Inscrits         | 1 241        | 100,00       |              | 1 241       | 100,00      |             |        |
| Abstentions                           | Abstentions      | Abstentions      | 219          | 17,65        |              |             |             |             |        |
| Votants                               | Votants          | Votants          | 1 022        | 82,35        |              |             |             |             |        |
| Blancs et nuls                        | Blancs et nuls   | Blancs et nuls   | 17           | 1,66         |              |             |             |             |        |
| Exprimés                              | Exprimés         | Exprimés         | 1 005        | 98,34        |              |             |             |             |        |
| * Maire sortant                       |                  |                  |              |              |              |             |             |             |        |

Maire élu : Louis Lematte (PRRRS)

### Péronne
Maire sortant : Louis Daudré (AD) depuis 1931.
23 sièges à pourvoir
| Tête de liste               | Tête de liste        | Liste          | Premier tour | Premier tour | Sièges |  |
| Tête de liste               | Tête de liste        | Liste          | Voix         | %            | CM     |  |
| --------------------------- | -------------------- | -------------- | ------------ | ------------ | ------ |  |
|                             | Louis Daudré*        | AD - PRRRS     | 494          | 52,22        | 23     |  |
| Liste républicaine          |                      |                | 494          | 52,22        | 23     |  |
|                             | Jean-Baptiste Masson | SFIO - PC-SFIC | 280          | 29,60        | 0      |  |
| Liste d'Entente des gauches |                      |                | 280          | 29,60        | 0      |  |
|                             |                      |                |              |              |        |  |
| Inscrits                    | Inscrits             | Inscrits       | 1 090        | 100,00       |        |  |
| Abstentions                 | Abstentions          | Abstentions    | 123          | 11,28        |        |  |
| Votants                     | Votants              | Votants        | 967          | 88,72        |        |  |
| Blancs et nuls              | Blancs et nuls       | Blancs et nuls | 21           | 2,17         |        |  |
| Exprimés                    | Exprimés             | Exprimés       | 946          | 97,83        |        |  |
| * Maire sortant             |                      |                |              |              |        |  |

Maire élu : Louis Daudré (AD)

### Roye
Maire sortant : Léon Daudré (PRRRS) depuis 1932, ne se représente pas.
23 sièges à pourvoir
|                                              | Paul Mercusot | PRRRS | 2 | 21 | 23 |  |  |
| Liste d'union municipale radicale-socialiste |               |       | 2 | 21 | 23 |  |  |
|                                              |               |       | 0 | 0  | 0  |  |  |
|                                              |               |       | 0 | 0  | 0  |  |  |
|                                              |               |       |   |    |    |  |  |
| * Maire sortant                              |               |       |   |    |    |  |  |

Maire élu : Paul Mercusot (PRRRS)

### Villers-Bretonneux
Maire sortant : Jules Vendeville (PRRRS) depuis 1914.
23 sièges à pourvoir
|                                                      | Jules Vendeville* | PRRRS - AD     | 6 | 7 | 13 |  |  |
| Liste républicaine de défense des intérêts communaux |                   |                | 6 | 7 | 13 |  |  |
|                                                      |                   | SFIO - PC-SFIC | 5 | 5 | 10 |  |  |
| Liste d'union des gauches                            |                   |                | 5 | 5 | 10 |  |  |
|                                                      |                   |                |   |   |    |  |  |
| * Maire sortant                                      |                   |                |   |   |    |  |  |

Maire élu : Jules Vendeville (PRRRS)